# Estação Mezquitán
A Estação Mezquitán é uma das estações do VLT de Guadalajara, situada em Guadalajara, entre a Estação Ávila Camacho e a Estação Refugio. Administrada pelo Sistema de Tren Eléctrico Urbano (SITEUR), faz parte da Linha 1.
Foi inaugurada em 1º de setembro de 1989. Localiza-se no cruzamento da Estrada do Federalismo com a Rua José María Vigil e a Avenida de Los Maestros. Atende os bairros Mezquitán, San Miguel de Mezquitán, Artesanos e Alcalde Barranquitas.